# 3633 Mira
3633 Mira је астероид главног астероидног појаса чија средња удаљеност од Сунца износи 2,313 астрономских јединица (АЈ).
Апсолутна магнитуда астероида је 13,6.